# Amniotisches-Band-Syndrom
Amniotisches-Band-Syndrom (ABS) werden angeborene (genauer: konnatale) Geburtsschäden (Fehlbildungen) genannt, die während der Schwangerschaft auf mechanischem Wege entstehen, wenn stark klebende fibröse Bänder (Schnürringe) Körperteile (Arme, Beine, Zehen oder Finger, d. h. Dysmelie) des ungeborenen Kindes abschnüren. Es handelt sich um die häufigste Ursache eines Terminalen transversalen Extremitätendefektes.

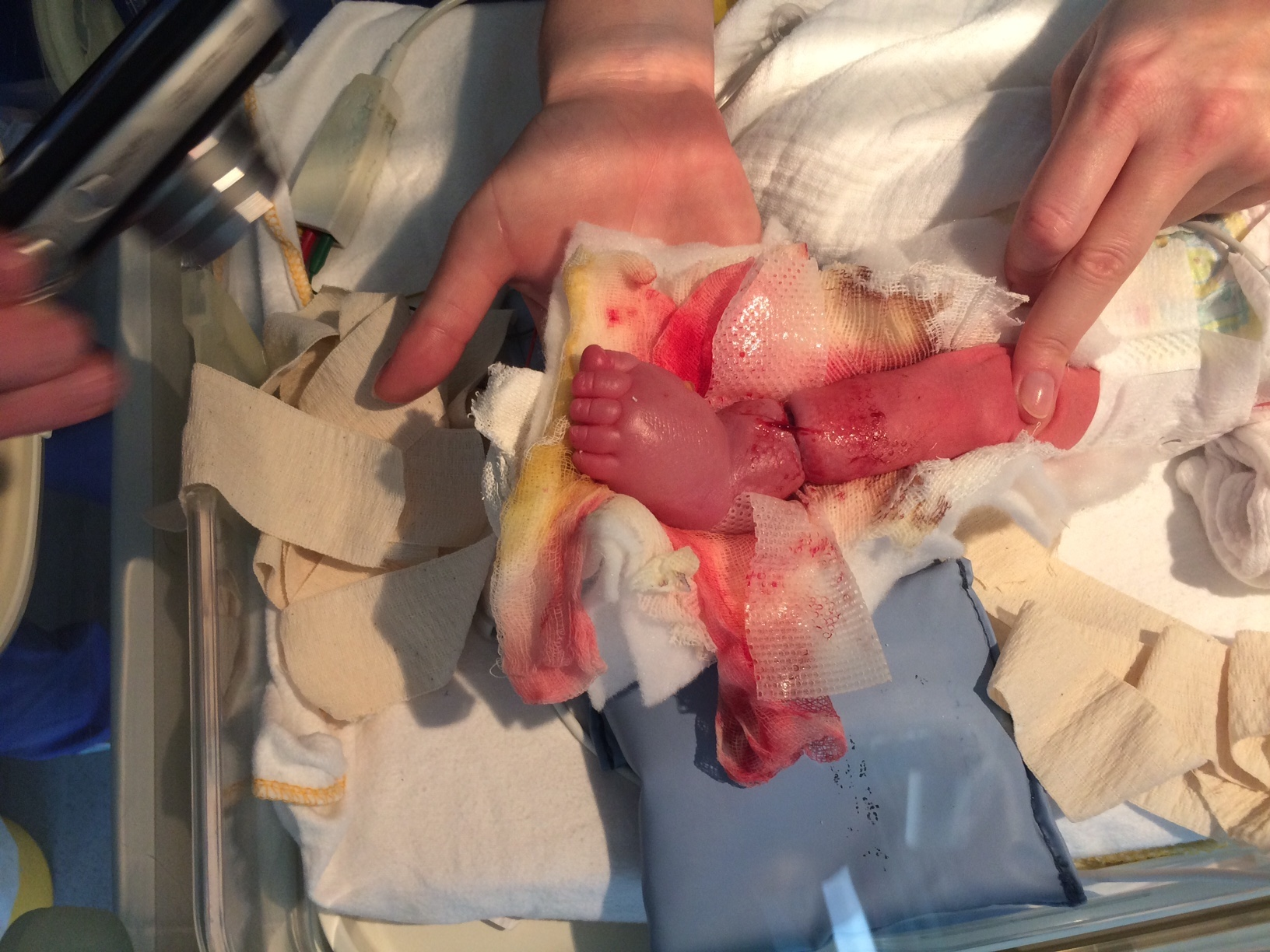
Amniotisches-Band-Syndrom bei einem Neugeborenen nach erfolgter Entfernung der Amnionbänder. Tibia- und Fibula-Knochen, Muskeln und Nerven sind vollständig durchtrennt.

Synonyme sind: amniotische Schnürfurchen oder Schnürringe; Amnionbandsyndrom; englisch amniotic deformity adhesions mutilations; ADAM; Streeter Bands; Streeter’s Syndrome; Streeter Dysplasia
Die ungebräuchliche Namensbezeichnung bezieht sich auf eine im Jahre 1930 von G. Streeter vorgeschlagene Theorie zur Ursache.

## Verbreitung
Die Häufigkeit wird mit 1 zu 10.000–15.000 angegeben.

## Ursachen
Die Bänder entstehen durch Einreißen der inneren Eihaut, des Amnion, während der Schwangerschaft, Ursachen sind schwer abzuklären. Als Ursachen für eine etwas häufigere Wahrscheinlichkeit des Auftretens werden diskutiert:
- Stoffwechselerkrankungen der Mutter (z. B. Diabetes mellitus)
- Ausgesetztsein von teratogenen Einflüssen während der Schwangerschaft, z. B. Röntgenstrahlenexposition oder Medikamenteneinnahme (Hinweis: Der Contergan-Wirkstoff Thalidomid wirkt nicht mechanisch durch Abschnürung von Gliedmaßen, sondern durch Hemmung des Wachstumsfaktors, sodass andere typische Missbildungen während des Wachstums von Gliedmaßen entstehen, siehe Phokomelie)
- vererbte Anfälligkeit zur Bildung von amniotischen Bändern
- mechanische Einwirkung (Unfälle während der Schwangerschaft, Abtreibungsversuche, Verletzungen des ungeborenen Kindes durch die Nadel bei der Amniozentese)

## Symptome
Körperteile (Arm, Bein, Finger, Zehen usw.) werden durch die schnurähnlichen stark klebenden fibrösen Bänder umwickelt und verwachsen (z. B. Syndaktylie), werden im Wachstum behindert (z. B. Hypoplasie, Klumpfüße oder andere Formen von Dysmelie) oder werden ganz abgetrennt (Terminaler transversaler Extremitätendefekt (kongenitale Amputation), z. B. Aplasie, Acheirie).
Auch Missbildungen wie Lippenspalten oder Kieferdysplasien im Gesicht, offener Rücken oder Bauch, ferner leichtere Formen wie distale Lymphödeme können durch die Bänder verursacht sein.

## Diagnose
Die Bänder können im Ultraschall diagnostiziert werden. Selten sind sie auch nach der Geburt als Einschnürungen sichtbar. Manchmal muss ein abgeschnürtes Körperglied nach der Geburt amputiert werden.

## Behandlung
Behandlungsmöglichkeiten sind von Fall zu Fall unterschiedlich. Sie bestehen in operativer Korrektur von Fehlbildungen (z. B. Trennung verwachsener Finger und Zehen) oder Fehlstellungen (z. B. bei Klumpfüßen) nach der Geburt, falls nötig im Einsatz von Hilfsmitteln wie Orthesen, Prothesen, in Physiotherapie und/oder in psychologischer Beratung.
In spezialisierten Zentren besteht auch die Möglichkeit, bereits vor der Geburt fetalchirurgisch die Amnionbänder zu durchtrennen und so eine weitere Beeinträchtigung der betroffenen Gliedmaßen zu vermeiden.

## Klassifizierung
- ICD-9: 658.8
- ICD-10: Q65-Q79.8